# Лядецкий сельсовет
Лядецкий сельсовет (белор. Лядзецкі сельсавет) — административная единица на территории Столинского района Брестской области Беларуси. Административный центр — агрогородок Лядец.

## История
Образован в 1940 г.

## Состав
Лядецкий сельсовет включает 4 населённых пункта:
- Большие Орлы — деревня
- Городец — деревня
- Лядец — агрогородок
- Малые Орлы — деревня